# 프라우드 (프로게이머)
프라우드(본명: 이정재, 1998년 10월 26일 ~ )는 대한민국의 리그 오브 레전드 프로게이머로 포지션은 서포터이다. 아이디는 Proud이며 현재 리그 오브 레전드 재팬 리그의 버닝 코어에서 활동 중이다.

## 선수 생활
2016년 5월, 에버8 위너스에 입단하면서 프로 커리어를 시작했다. 2016년 6월, 팀에서 퇴단했다. 
2017년 2월 Neverback gaming 입단했다.
2018년 5월, 쑤닝 게이밍에 입단했다. 
2019시즌을 앞두고 아프리카 프릭스에 입단했다.
2020시즌을 앞두고 버닝 코어에 입단했다. 스프링 시즌에는 팀과 함께 부진하였다. 서머 시즌에서는 초반 불안한 모습이 이어졌지만 이후 점차 좋아지는 모습을 보여주면서 팀의 포스트시즌 진출에 기여했다.

## 소속팀
| # | 팀명            | 소속 기간             | 소속 리그 | 비고 |
| - | --------------- | --------------------- | --------- | ---- |
| 1 | 에버8 위너스    | 2016.05~2016.08       | CK        |      |
| 2 | 쑤닝 게이밍     | 2018.05~2018.12       | LPL       |      |
| 3 | 아프리카 프릭스 | 2018.12.05~2019.04.01 | LCK       |      |
| 4 | 버닝 코어       | 2019.12.18~           | LJL       |      |